# Abdalá Bucaram
Abdalá Bucaram Ortiz, ekvadorski atlet, policist, odvetnik in politik, * 20. februar 1952, Guayaquil.
Bucaram je bil predsednik Ekvadorja med letoma 1996 in 1997. 
Leta 1972 je nastopil v šprintu na poletnih olimpijskih igrah.